# Slovakiets invasion af Polen
Den slovakiske invasion af Polen fandt sted under den tyske invasion af Polen i 1939. Den nyligt etablerede slovakiske republik deltog i angrebet, og den slovakiske hær bidrog med over 50.000 soldater fordelt på 3 divisioner. Da den polske hærs hovedstyrke var i kamp med de tyske hære længere nordpå, mødte den slovakiske invasion kunne svag modstand og led kun minimale tab.

## Baggrund
Den 14. marts 1939 blev den slovakiske republik grundlagt som en marionet for Tyskland indenfor det slovakiske område. Inden dette var en del af Slovakiet, som havde en betydelig ungarsk befolkningsgruppe, blevet erobret af den ungarske hær, som følge af den førske delingsaftale i Wien. Mindre dele af de omstridte områder med blandet polsk og slovakisk befolkning tilhørte Tyskland og Polen
Den officielle politiske begrundelse for den slovakiske deltagelse i felttoget i Polen var en uenighed om et lille omstridt område på i alt 226 km² med 4.280 indbyggere af blandet polsk-slovakisk oprindelse på grænsen mellem Polen og Slovakiet. Polen havde annekteret dette område den 1. december 1938 i kølvandet på Münchenaftalen Hertil kom, at nogle polske politikere støttede Ungarn i dette lands forsøg på at indlemme nogle områder med overvejende ungarsk befolkning.
Under hemmelige forhandlinger med tyskerne den 20. – 21. juli 1939 fik den slovakiske regering med til at deltage i angrebet på Polen. Slovakkerne indvilligede også i at Tyskland fik lov at bruge slovakisk territorium som opmarchområde ved angrebet. Den 26. august mobiliserede den slovakiske republik sine styrker og dannede en ny hær i felten, der fik kodenavnet "Bernolák," med 51.306 soldater. Yderligere 160.000 reservister blev indkaldt hvoraf 115.000 kom i tjeneste frem til 20. september 1939.

## Slagorden
Bernolák-hæren blev ledet af den slovakiske forsvarsminister Ferdinand Čatloš, og havde i starten hovedkvarter i Spišská Nová Ves, men efter den 8. september blev det flyttet til Solivar nær Prešov. Den bestod af:
- 1. infanteridivision "Jánošík" under Anton Pulanich i området Spišská Nová Ves – Prešov.
- 2. infanteridivision "Škultéty" under Alexander Čunderlík i området Brezno – Poprad.
- 3. infanteridivision "Rázus" under Augustín Malár i området øst for High Tatra.
- En motoriseret enhed "Kalinčiak" blev dannet den 5. september, men felttoget sluttede inden den nåede fronten.

Den slovakiske hær var en del af den tyske Heeresgruppe Süd, og var underlagt 14. tyske armé, der var under kommando af Wilhelm List og bestod af 5 infanteri- og 3 bjergdivisioner, 2 panserdivisioner samt en Luftflotte. Bernoláks opgave bestod i at forhindre et polsk indfald i Slovakiet samt i at støtte de tyske tropper.
De modstående polske tropper tilhørte den karpatiske armé, som bestod af infanterienheder med lette artillerienheder som støtte, men ingen kampvogne.

## Felttoget
Angrebet blev indledt den 1. september 1939 kl. 5.00 om morgenen.
Den 1. division besatte landsbyen Javorina og byen Zakopane. Herefter fortsatte den mod Nowy Targ hvorved den dækkede den 2. tyske bjergdivisions venstre flanke. I løbet af den 4.-5. september kom den i kamp med regulære polske hærenheder. Den 7. september stoppede divisionen sin fremrykning 30 km inde på polsk område. Senere blev divisionen trukket tilbage, idet en bataljon fortsatte med at besætte Zakopane, Jurgów og Javorina indtil den 29. september.
2. division blev holdt i reserve, og deltog kun i oprydningsoperationer. I den forbindelse blev den støttet af Kalinčiak gruppen.
Den 3. division skulle beskytte 170 km af den slovakiske grænse mellem Stará Ľubovňa og grænsen mod Ungarn. Den udkæmpede mindre træfninger og efter adskillige dage fortsatte den ind på polsk område, hvor den standsede fremrykningen den 11. september.
To eller tre slovakiske eskadriller blev anvendt til rekognoscering, bombardement og nærstøtte til tyske jagere. To fly gik tabt (en blev ramt af antiluftskyts og en styrtede ned ved et uheld) og et fjendtligt fly blev skudt ned.
De samlede slovakiske infanteritab under felttoget blev 18 døde, 46 sårede og 11 savnede.

## Efterspil
Alle slovakiske enheder blev trukket tilbage inden slutningen af september 1939. Den 5. oktober blev der afholdt en militær sejrsparade i Poprad. De mobiliserede enheder blev gradvist hjemsendt, og Bernolák hæren blev opløst den 7. oktober.
Den slovakiske hær tog omkring 1.350 fanger i Polen. I februar 1940 blev omkring 1.200 af disse overdraget til tyskerne, og nogle af de resterende til russerne. De resterende forblev i en slovakisk fængselslejr i Lešť.
Hele det omstridte område, uanset om det havde været en del af Polen siden 1920 eller siden 1938 blev overdraget til Slovakiet (dette blev bekræftet af en beslutning fra det slovakiske parlament den 22. december 1939. Hitler's tilbud om at annektere Zakopane blev afslået. Denne situation blev opretholdt indtil juli 1945 hvor grænsen blev flyttet tilbage til 1920-grænsen.
Ved at invadere Polen genvandt den slovakiske hær noget af den prestige, som var gået tabt under den slovakisk-ungarske krig. I 1941 deltog Slovakiet i den tyske operation Barbarossa – angrebet på Sovjetunionen – fra starten.

## Eksterne kilder
- Overblik over felttoget (tjekkisk)
- Kort over felttoget (tjekkisk)
- Andet overblik, flere militære detaljer (tjekkisk)